# Жињак (Воклиз)
Жињак (фр. Gignac) насеље је и општина у Француској у региону Прованса-Алпи-Азурна обала, у департману Воклиз која припада префектури Апт.
По подацима из 2011. године у општини је живело 54 становника, а густина насељености је износила 6,63 становника/km². Општина се простире на површини од 8,15 km². Налази се на средњој надморској висини од 450 метара (максималној 834 m, а минималној 366 m).

## Демографија
| 1962. | 1968. | 1975. | 1982. | 1990. | 1999. | 2011. |
| ----- | ----- | ----- | ----- | ----- | ----- | ----- |
| 26    | 29    | 21    | 29    | 35    | 48    | 54    |

График промене броја становника у току последњих година